# Trichoblatta humbertiana
Trichoblatta humbertiana är en kackerlacksart som först beskrevs av Henri Saussure 1863.  Trichoblatta humbertiana ingår i släktet Trichoblatta och familjen jättekackerlackor. Inga underarter finns listade i Catalogue of Life.